# モルデハイ・アロン

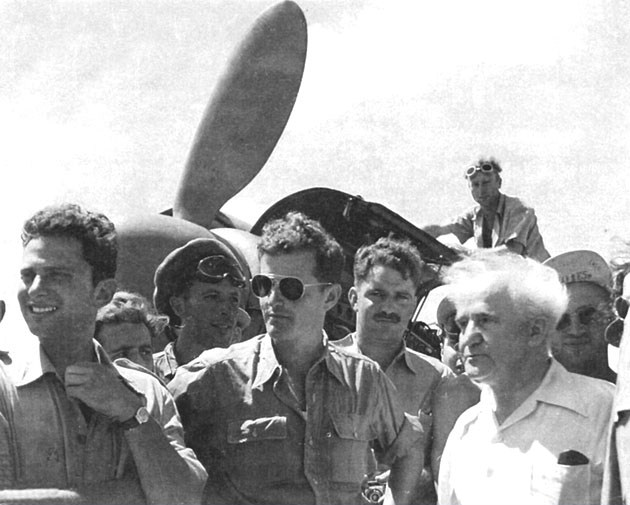
アロンは中央、右は首相のダヴィド・ベン＝グリオン

モルデハイ・アロン（Mordechai "Modi" Alon、1921年1月17日 – 1948年10月16日）は、イスラエルの建国時の戦闘機のパイロットである。1948年5月28日に創設されたイスラエル空軍に加わり、翌日から作戦に参加した。6月3日にエジプト空軍の輸送機を撃墜した。
イスラエル北部のサフェド（ツファット）に生まれた。家族とともに何度か転居し、最終的にテルアビブに住んだ。Herzliya Hebrew Gymnasiumで学ぶうちにユダヤ人の武装組織ハガナーに加わった。Degania Alefのキブツで働き、Hanitaのキブツの創立メンバーとなった。1940年にイギリスの戦争に協力するパレスチナのユダヤ人機関の誘いに応じてイギリス空軍に入隊した。パイロットの訓練は受けられず無線技術の訓練を受け、地上の無線オペレーターとなった。1943年8月、パイロットの訓練を受けることを許され、1944年12月22日に訓練を終了した。P-51のパイロットを務めた後、1946年1月30日にイギリス空軍をやめパレスチナに帰還し、イスラエル工科大学で建築の勉強を始めた。
1947年11月に国連の決議によるイスラエルの建国で紛争が始まると学生生活をやめ、軽飛行機を運用するハガナーの航空部門がSherut Avirに召集され、1948年3月、ハガナーのテルアビブ戦隊に加わった。Sherut Avirのパイロットたちは、偵察や孤立した入植地への物資の補給や輸送の護衛や戦闘にも参加した。アロンもアラブ人に包囲されたGush Etzion に物資を送るNebi Daniel Convoyを支援するために何度も爆撃を行った。またエルサレムの包囲を破ろうとするユダヤ地上軍とSherut Avirの連絡を務めた。 

イスラエルと周辺アラブ諸国との本格的な戦闘が始まると、イスラエルはメッサーシュミットBf 109のチェコでの生産型で作られた、アヴィア S-199、25機を購入し、アロンはチェコで訓練を受ける最初のパイロットの1人に選ばれ、すぐにアヴィアの操縦を習得した。5月20日にダグラスC-54Bでイスラエルに帰国した。1948年5月29日イスラエル空軍に最初の戦闘機部隊である第101飛行隊が編成されると、アロンは指揮官となったが、空中での指揮は、第二次世界大戦の太平洋戦線のベテラン飛行士ルー・レナート（Lou Lenart）が行った。5月20日の夜、最初のアヴィアが到着し、5月29日までに4機のアヴィアが組み立てられた。
イスラエル空軍の最初の戦闘に参加したのはレナート、アロン、エゼル・ヴァイツマン 、エディー・コーエンの4人のパイロットで、エンジンや銃のテストも行われないまま出撃し、テルアビブにせまるエジプト軍を攻撃した。それぞれが2発の爆弾を投下し、機銃掃射を行った。この攻撃で地上射撃でコーエンが失われ、アロンの機体も着陸時に損害をうけたが、エジプト軍の進撃を止めることができた。
6月3日時点で飛行可能な唯一のAviaで、アロンはテルアビブを爆撃した2機のスピットファイヤに護衛されたエジプト軍の2機のC-47を攻撃し2機のC-47を撃墜した。これがイスラエル空軍最初の撃墜記録となった。多くのテルアビブ市民が目撃し、アロンは記者会見に出席したので、基地には市民から多くの花や酒などの贈り物が届けられた。
7月にはルー・レナートが連隊を離れ、アロンは唯一の指揮官となり7月18日に3機目の撃墜を記録した。地上攻撃から帰還する3機のAviaはアラブ軍の2機のスピットファイヤと空中戦となり1機を撃墜した。9月にはチェコスロヴァキアで入手されたスピットファイヤをイスラエルに空輸するVelveta作戦に参加したが、空輸の途中、燃料不足でロードス島に着陸し機体は接収されたが、アロンらは釈放された。
1948年10月16日、エジプト軍に対する攻撃から戻る時、アロンの機体は主脚がでないトラブルが発生し、脚を出すために激しい運動を行うと、エンジンが白煙を吐き、高度を失い始めた。地上に衝突する前に機体は爆発し火に包まれ、アロンは死亡した。